# قلمرو کاراتسو

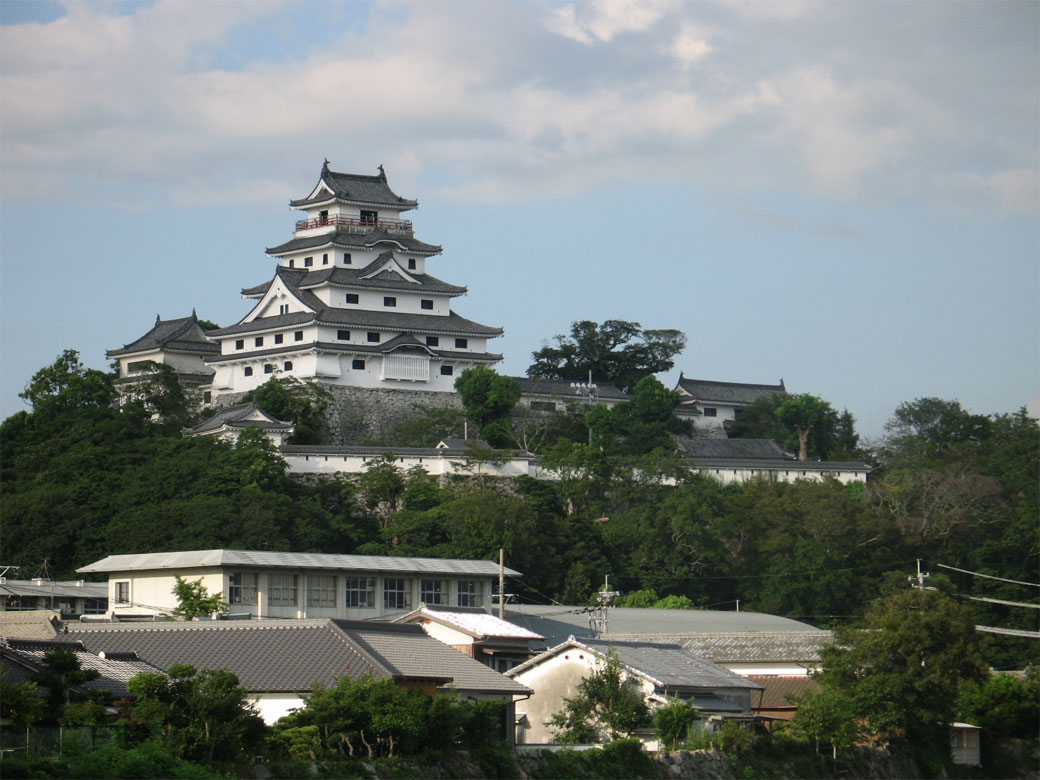
تصویر خانه های ژاپنی

قلمروی کاراتسو (به ژاپنی: 唐津藩 Karatsu-han) یک هان در ژاپنِ دورهٔ ادو بود. این هان با ولایت هیزن (معادل امروزی: استان ساگا) مرتبط بود. اولین دایمیوی این هان ترازاوا هیروتاکا بود.
در نظام فئودالی ژاپن، به‌ویژه پس از اقدامات تویوتومی هیده‌یوشی، قلمروها (من‌جمله کوماموتو) کم‌کم از دارایی‌های عینی و ملموس به مفاهیمی انتزاعی با بار سیاسی و اقتصادی مبدل شدند تا از قدرت سلحشوران محلی به نفع دایمیوها کاسته شود. محدودهٔ قلمروها به کمک نقشه‌برداری‌های دوره‌ای حدنگاشتی و نیز پیش‌بینی میزان محصول‌دهی تعیین می‌شد. به عبارت دیگر، قلمرو بر مبنای کُکوداکا یا «ارزش اقتصادی زمین» مشخص می‌شد، نه مساحتش. نظام فئودالی در ژاپن از این لحاظ با فئودالیسم در غرب تفاوت داشت.